# Missile filoguidato

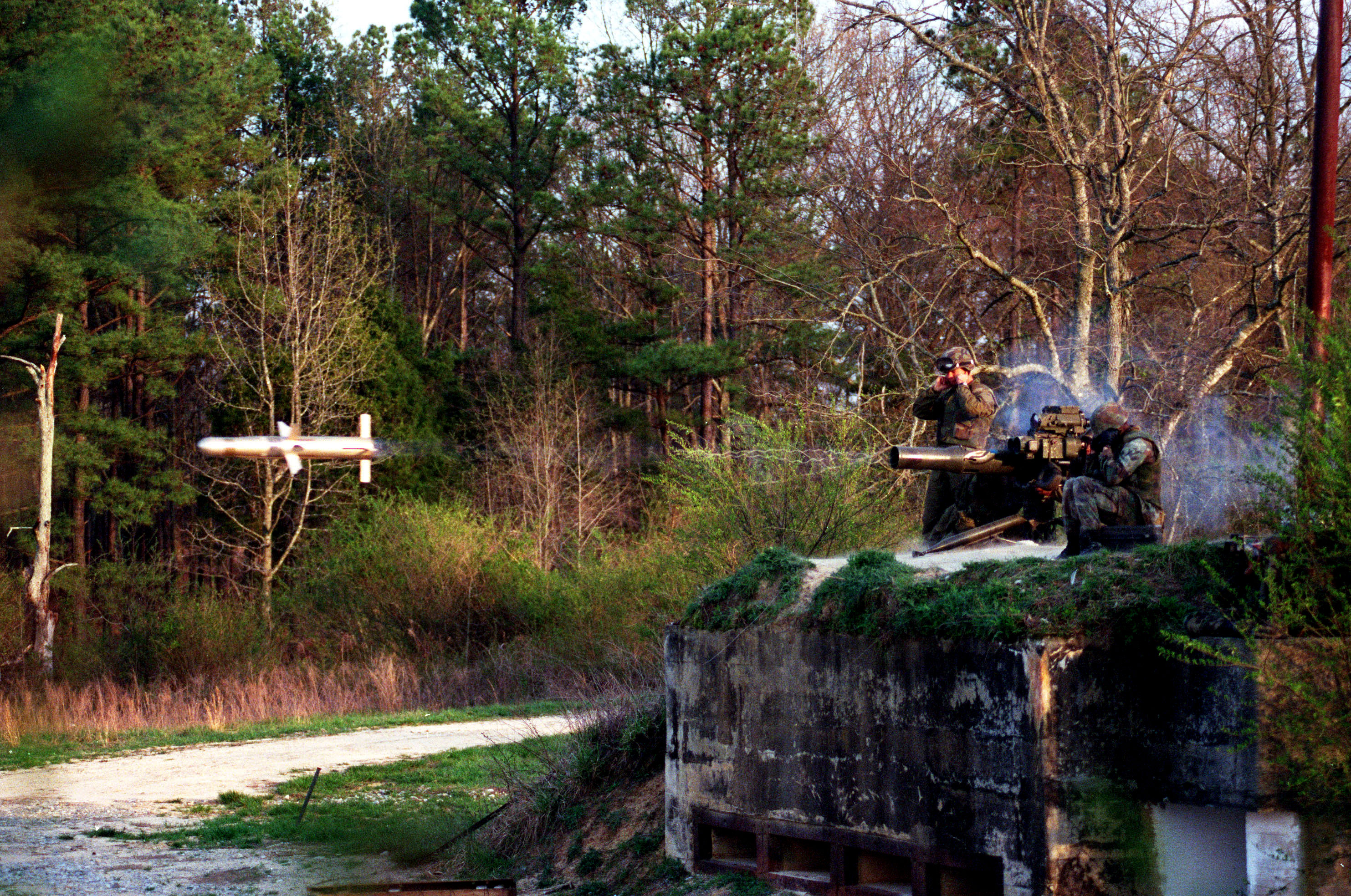
Lancio di un missile filoguidato BGM-71 TOW. All'uscita del tubo di lancio si possono scorgere i due sottili fili di guida.

Un missile filoguidato è un missile guidato i cui segnali di guida viaggiano su cavi sottili che collegano il missile con il suo sistema di puntamento. Durante il volo verso il bersaglio, il missile stende i fili di guida, immagazzinati nella sua parte posteriore, mettendo in grado il puntatore di inviare correzioni alla traiettoria. Non necessariamente la postazione di guida deve coincidere con quella di lancio, ciò consente una maggiore sicurezza rispetto al fuoco di reazione da parte dei mezzi attaccati.
I missili filoguidati, solitamente vengono utilizzati come missili anticarro, (in inglese: Anti-Tank Guided Missile o ATGW), per azioni di attacco o contrasto a obiettivi posti all'interno del raggio visuale, anche quando la linea di tiro è parzialmente ostruita da ostacoli o fortificazioni, ma in cui è necessaria una buona capacità di guida, mentre il raggio limitato di questo tipo di armi non rappresenta una seria limitazione.
La portata massima dei missili filoguidati attualmente in servizio è di 4  Km circa. Il dato è caratteristico del missile BGM-71 TOW (sigla in inglese per Tube-Launched, Optically Tracked, Wire-Guided Missile System ovvero Sistema missilistico con lancio da tubo, puntamento ottico e guida tramite filo), con una portata di 3750 m e del britannico Swingfire, che nella versione installata su veicoli ha una portata di 4000 metri, non è però realistico che questi sistemi vengano utilizzati efficacemente a queste distanze.

## Storia
I primi tentativi di guidare i proiettili sono stati messi in atto dai soldati dell'imperatore Xuande (1425-1435) della Dinastia Ming. I proiettili usati erano per lo più simili a fuochi d'artificio attaccati a una corda, ma ebbero comunque un effetto devastante al confronto della bassa tecnologia delle armi degli oppositori.
Furono i tedeschi durante la seconda guerra mondiale a utilizzare per primi fili elettrici per la guida di missili. La maggior parte dei loro progetti di missili guidati utilizzava il controllo radio, ma poiché i britannici si dimostrarono in grado di disturbare tutti i sistemi di guida utilizzati, nel 1944 si affrettarono a sviluppare sistemi di guida alternativi. Il primo sistema a essere modificato in una versione filoguidata fu il missile anti nave Henschel Hs 293B. Altri esempi furono il missile antiaereo X-4 e la derivata versione anticarro X-7.
Nel secondo dopoguerra, l'X-7 influenzò gli altri progettisti. Nei primi anni sessanta vennero sviluppati diversi sistemi d'arma quali il Malkara, che si diffusero nell'impiego, con un esempio notevole nella guerra dello Yom Kippur del 1973, nella quale un gran numero di carri armati israeliani furono distrutti dai missili filoguidati AT-3 Sagger.
La guida via filo è rimasta il principale sistema utilizzato per la maggior parte delle armi di piccole dimensioni, anche se è iniziato l'impiego di sistemi più recenti a guida laser per l'utilizzo nel ruolo antiaereo e anticarro, come nel caso del missile statunitense AGM-114 Hellfire e dell'AT-14 Kornet russo.
Anche alcuni siluri possono essere filoguidati, come l'americano Mk 48 Advanced Capability (ADCAP) o lo svedese Tp61/613, che utilizza un filo sottile di rame protetto da un polimero plastico ad alta resistenza.

## Cronologia

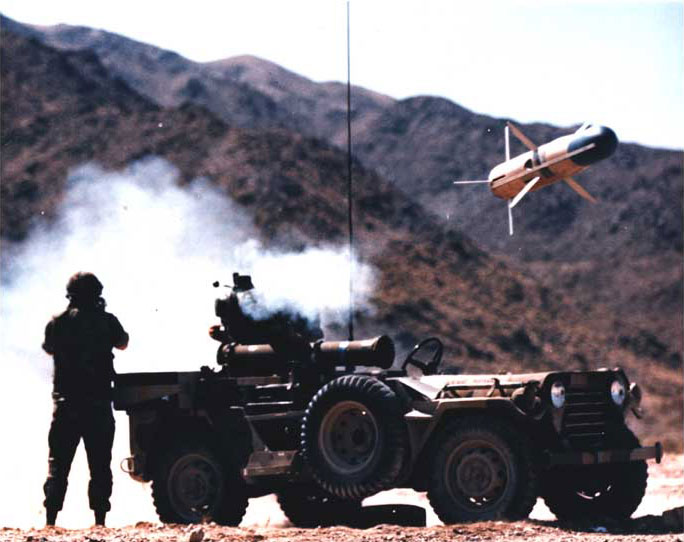
Un missile filoguidato BGM-71 TOW

Di seguito la cronologia della evoluzione dei missili filoguidati.
- 1945 Il missile X-4 viene prodotto in Germania.
- 1955 L'SS.10 entra in servizio con l'esercito francese.
- 1956 Viene presentato il Vickers Vigilant.
- 1957 L'ENTAC entra in servizio con l'esercito francese.
- 1958 Il Malkara diviene operativo con gli eserciti britannico e australiano.
- 1960 Il AT-1 Snapper / 3M6 Shmel viene adottato in Unione Sovietica.
- 1960 Viene avviato il programma Swingfire
- 1963 L'AT-3 Sagger / 9M14 Malyutka entra in servizio in Unione Sovietica.
- 1968 Entra in servizio il missile Blowpipe.
- 1970 Il BGM-71 TOW è operativo con la United States Army.
- 1972 L'esercito francese conclude l'accettazione del missile MILAN.
- 1976 L'AT-6 Spiral / 9K113 Shturm entra in servizio in Unione Sovietica.